# Romeo Is Bleeding
Romeo Is Bleeding (en España, Doble juego) es una película policial de humor negro de 1993 protagonizada por Gary Oldman y Lena Olin, y dirigida por Peter Medak. El título de la película fue tomado de la canción de Tom Waits del mismo nombre.
A pesar de tener actores estrellas (Oldman había protagonizado Drácula de Francis Ford Coppola un año antes), la película no tuvo un impacto siginificante en la taquilla y recibió una reacción poco entusiasta por parte de críticos en general. Años más tarde, la película consiguió el estatus de película de culto a pesar de su mediocre recibimiento inicial.

## Argumento
Jack Grimaldi, un policía corrupto que hace favores a la mafia a cambio de grandes honorarios, tiene una encantadora esposa, Natalie, y una adorable amante, Sheri. Cree que lo tiene todo, hasta que una sociópata asesina rusa llamada Mona Demarkov se les adelanta. El líder de la mafia italiana, Don Falcone, le ordena a Jack encargarse de Demarkov o enfrentarse a graves consecuencias.

## Reparto
- Gary Oldman - Jack Grimaldi
- Lena Olin - Mona Demarkov
- Annabella Sciorra - Natalie Grimaldi
- Juliette Lewis - Sheri
- Roy Scheider - Don Falcone
- Michael Wincott - Sal
- David Proval - Scully
- Will Patton - Martie
- Dennis Farina - Nick Gazzara (sin acreditar)
- James Cromwell - Cage
- Tony Sirico - Malacci
- Ron Perlman - Abogado de Jack
- Stephen Tobolowsky - Abogado del distrito (sin acreditar)